# Matzanni

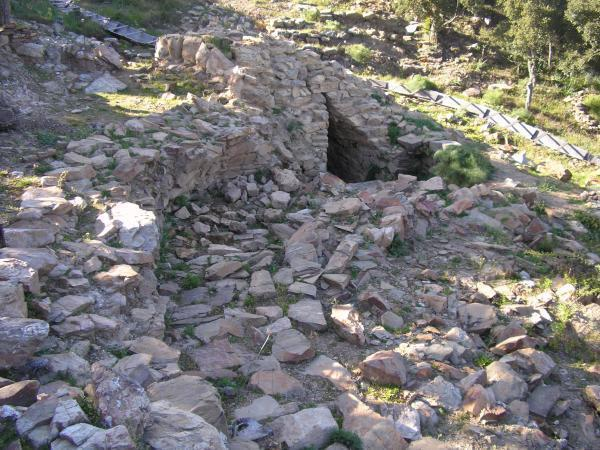
Brunnenheiligtum

Die Nuraghensiedlung von Matzanni befindet sich 12 Kilometer von Vallermosa entfernt an den Hängen des 730 Meter hohen Mannu Cuccurdoni in der Metropolitanstadt Cagliari im Südwesten Sardiniens. Es ist das einzige Nuraghendorf, in dem sich neben einer Nuraghe und 12 Rundhüttenfundamenten, drei heilige Brunnen aus der Bronze- und frühen Eisenzeit (etwa 1300 bis 730 v. Chr.) befinden.
Zwei Kilometer entfernt liegt der rechteckige, aus weißem Kalkstein erbaute aber stark gestörte punische Tempel „Genna Cantoni“, auch Tempio di Matzani genannt. Auch von den Römern, deren Anwesenheit durch archäologische Funde bezeugt ist, ist der Platz frequentiert worden.
Einer der heiligen Brunnen (italienisch Pozzo sacro) ist besser erhalten und aus Schiefer erbaut. Der unterirdische Raum hatte ein Kuppelgewölbe, das eingestürzt ist. Der Einstieg (durch Erdrutsch zur Kuppelachse versetzt) hat dreieckige Form und ist aus bearbeiteten Steinen gebaut. Der Raum wird von einem ummauerten Hof umgeben. Trotz des schlechten Erhaltungszustands gehört dieser Tempel neben Su  Tempiesu zu den berühmtesten auf der Insel. Im Brunnen wurde Bronzen und Baityloi gefunden.
Die heiligen Brunnen von Matzanni sind seit den 1980er Jahren bekannt.